# North Rose (New York)
North Rose est une census-designated place du comté de Wayne, dans l'État de New York, aux États-Unis,. En 2020, elle compte une population de 571 habitants.